# Leones de Yucatán
Para el equipo de la Liga Peninsular de Béisbol, véase Leones de Yucatán (LPB).
Los Leones de Yucatán es un equipo profesional de béisbol  de la Liga Mexicana de Béisbol con sede en Mérida, Yucatán, México.

## Historia
Los Leones de Yucatán tuvieron su primera participación en la Liga Mexicana de Béisbol en 1954. Ha tenido tres etapas en el béisbol veraniego de México y cuenta ya con cincuenta campañas.

### Primera Etapa
En su primera etapa en la liga los Leones jugaron de 1954 a 1958, en 1957 los Leones obtendrían su primer título al terminar en el primer lugar de la tabla de posiciones por arriba de los Diablos Rojos del México.
En 1959 la franquicia cambiaría de sede para pasar a ser los Rojos del Águila.

### Segunda Etapa
En 1970 el mejor béisbol de verano en México vuelve a Yucatán para formar parte de la recién creada Zona Sur, los Leones jugarían hasta 1974 que tras temporadas malas en las que no clasificaron a postemporada, la franquicia se mudaría a Villahermosa, Tabasco para la temporada de 1975.

### Tercera Etapa
Los Leones volverían a aparecer en 1979, desde donde han jugado ininterrumpidamente en la liga.
En 1982 lograrían clasificar a su primera postemporada en donde perderían la serie 1-4 contra los Azules de Coatzacoalcos.
El siguiente año clasificarían a la postemporada, en ese año 1983 se realizaría un Round Robin en la que los Leones ganaron 6 y perdieron 12 juegos.
En 1984 la novena yucateca obtendría el segundo gallardete, cuando barrieron a los Diablos Rojos del México en la primera ronda, derrotaron a los Tigres Capitalinos 4 partidos a 3, se coronarían campeones al derrotar a los Indios de Ciudad Juárez en la serie final por 4 juegos a 2.
El siguiente año perderían la serie 2-4 contra los Tigres Capitalinos en la primera ronda de play offs.
En 1988 llegarían a postemporada pero perderían en 5 juegos contra los Diablos Rojos del México.
En 1989 los Leones volverían a llegar a una Serie Final, en el camino dejarían a los Bravos de León en 6 partidos, en la final de zona eliminarían a los Piratas de Campeche con 4 partidos ganados  y 2 perdidos. En la final serían derrotados por los Tecolotes de los Dos Laredos en 6 juegos.

#### Década de los 90
En 1991 y 1992 los Diablos Rojos del México y los Tigres Capitalinos los barrerían en 4 juegos respectivamente.
Para 1994 se enfrentarían una vez más a los Diablos Rojos del México con los que perderían la serie 1-4.
En 1996 le ganarían la serie a los Piratas de Campeche 4-1 la serie. En la segunda ronda de play off los Sultanes de Monterrey los eliminarían en 6 juegos.
En 1998 serían nuevamente los Sultanes quienes los eliminaran en 4 juegos.

#### Década de los 2000
En esta época los Leones se convierten en un equipo protagonista al conseguir clasificar de manera consecutiva desde el 2000 al 2010 a la postemporada, lograrían llegar a dos finales y coronarse en una de ellas.
En el año 2000 barrerían a los Olmecas de Tabasco en la primera ronda pero serían eliminados por los Diablos Rojos del México en 5 juegos.
Para el 2001 los eliminarían nuevamente los Diablos Rojos del México en 5 juegos. En 2002 los Tigres de la Angelópolis les ganarían en 7 juegos. En 2003 serían barridos por los Guerreros de Oaxaca. Para el 2004 los Diablos volverían a eliminarlos en 5 juegos en la primera ronda.
En el 2005 los Leones ganarían a los Guerreros de Oaxaca en 7 partidos de la primera ronda en donde Oscar Rivera lanzó un juego perfecto en el séptimo juego, siendo el primer y único  juego perfecto en postemporada en la historia de la liga, en la segunda ronda se enfrentarían a los Olmecas de Tabasco a quienes también ganarían en 7 juegos. Finalmente perderían en la final de zona ante los Tigres de la Angelópolis en 6 juegos.
En la temporada 2006 vencerían a los Diablos en 7 partidos. Cobrarían venganza con los Tigres de la Angelópolis en 5 juegos para llegar nuevamente a una final después de 17 años. Los Leones de Yucatán conseguirían el 27 de agosto de 2006 su tercer título ante los Sultanes de Monterrey que eran considerados los grandes favoritos, los resultados de los partidos de esta serie final fueron en el Estadio de Béisbol Monterrey: Monterrey 5-4 Leones y Monterrey 8-12 Leones; y en el Parque de Béisbol Kukulcán de Mérida: Yucatán 3-1 Monterrey, Yucatán 4-1 Monterrey y Yucatán 2-1 Monterrey con lo cual los Leones ganaron la serie 4-1.
Para la campaña 2007 los Leones eliminarían nuevamente a los Tigres de Quintana Roo en 5 juegos. La final de zona la ganarían a los Diablos Rojos del México en 5 partidos. Por segundo año consecutivo jugarían una final y lo harían nuevamente contra los Sultanes de Monterrey quienes cobrarían venganza en 7 juegos.
Para la temporada 2008 ganarían una vez más a los Tigres de Quintana Roo en 6 juegos. Los Diablos Rojos del México ganarían en 6 juegos a los "melenudos".
En el 2009 clasificaron en Segundo lugar de la Zona Sur donde enfrentaron a los Pericos de Puebla con quienes cayeron en 5 juegos.

#### Década de los 10
En 2010 serían eliminados nuevamente por los Pericos de Puebla en la primera ronda de los play off en 6 juegos.

### Nuevos Propietarios
Para el comienzo de la campaña 2014 los hermanos Arellano Hernández adquieren el equipo comenzando una nueva etapa en la historia de la franquicia.
En 2014 no fue la temporada que esperaban al terminar en séptimo lugar de la Zona Sur con récord de 46-64 con un porcentaje de .418 a 17 juegos y medio del primer lugar. Y por cuarto año consecutivo no calificaban al Playoff.
En 2015, 2016 y 2017 logran terminar como líderes de la Zona Sur con marcas de 66-46, 77-33 y 63-42 con porcentajes de .589, .700 y .600, respectivamente. En 2015 y en 2016 vencen a los Piratas de Campeche en 7 juegos. En la final de zona de 2015 se enfrentan a los Tigres de Quintana Roo con quienes pierden en 7 partidos. En 2016 y en 2017 vuelven a perder la final de zona, ahora contra los Pericos de Puebla con series de 4-2 y 4-1, respectivamente.

#### El cuarto título
En la temporada Primavera 2018 los Leones dirigidos por Roberto "Chapo" Vizcarra, conquistaron su cuarto título en la Liga Mexicana de Béisbol y alzaron la Copa Zaachila, al superar 4-3 a los Sultanes de Monterrey en la Serie del Rey, obteniendo de esta forma el campeonato de Primavera 2018. Los melenudos se convirtieron en el primer equipo en coronarse tras ganar sus cuatro juegos como local.
El trofeo de Jugador Más Valioso fue para el bateador designado Luis Juárez, quien tuvo una estupenda actuación en el juego decisivo dando el batazo que encaminó al triunfo, además de su buena ofensiva en todos los juegos de la serie conectando 7 hits, 3 bambinazos y 6 carreras producidas.
Los Leones cumplieron con una gran temporada terminando como líderes de la Zona Sur con 40-17 (.702 pct). En la primera ronda del Playoff no tuvieron problemas para vencer a los Bravos de León en 5 juegos, mientras que en la Final de la Zona Sur tuvieron que irse hasta el séptimo juego para dejar fuera a los Tigres de Quintana Roo.
En la temporada Otoño 2018 terminaron nuevamente como líderes de la Zona Sur con 32-24 (.571 pct). En la primera ronda de Playoff fueron eliminados por los Guerreros de Oaxaca en 7 juegos.
Para el 2019 tuvieron un inicio de temporada complicado pero lograron reponerse terminando en Tercer lugar de la Zona Sur. En la primera ronda de Playoff se enfrentaron nuevamente a los Guerreros de Oaxaca pero en esta ocasión lograron avanzar en 5 juegos a la Final Sureña en donde se vieron la cara ante los Diablos Rojos del México y a quienes barrieron en 4 juegos. Por segundo año consecutivo los Leones llegaron a una Serie del Rey pero en esta ocasión se enfrentarían a los Acereros de Monclova con quienes perdieron la serie que se fue al máximo de 7 juegos.

#### Década de los 20
Después de la cancelación de la temporada 2020 por razones de pandemia por COVID, la liga volvería para la temporada (2021) donde el conjunto de la península terminaría en tercer puesto de la zona, volvería a encontrarse a Diablos en una nueva final por la Zona Sur  que en esta ocasión el encuentro terminaría en 5 juegos a favor de los melenudos. Llegando por segunda ocasión consecutiva a la Serie del Rey quien ahora por rival tendría a Toros de Tijuana donde al comienzo llevaría todo a su favor pero Tijuana regresó para llevarse la serie en siete juegos, dejando a Yucatán en el campo.

#### La estrella cinco
En la temporada 2022, los melenudos tuvieron una campaña de altibajos, empezando de manera irregular, llegando a estar en la última posición de la Zona Sur, lo que llevó a la directiva a destituir al entonces manager Luis Matos antes de mitad de temporada y traer de regreso a Roberto "Chapo" Vizcarra. Al final del rol regular, lograron quedar en la cuarta posición para avanzar a playoff
Como peor perdedor 
En la primera serie enfrentaron a Pericos de Puebla, a quienes lograrían vencer en 6 juegos. En la Serie de Zona, los reyes de la selva no tuvieron dificultades para eliminar en 5 juegos a los Tigres de Quintana Roo para avanzar a la Serie de Campeonato, enfrentando por tercera vez consecutiva a los Diablos Rojos del México. El equipo escarlata logró ganar dos juegos en el Parque Kukulcán Alamo y así poner la serie cuesta arriba para Leones que estaban abajo 3-1; sin embargo, los melenudos consiguieron ganar el último juego en su estadio y regresar la serie a la Ciudad de México con desventaja de 3-2, y consiguieron ganar los últimos dos juegos, destacando el sexto que se tuvo que jugar en dos días diferentes por lluvia. En ese juego, Leones vino de atrás dos veces y consiguieron forzar a un séptimo juego, para conseguir de esta manera ser tricampeón de la Zona Sur y por tercera vez consecutiva eliminando a la pandilla escarlata.
Leones jugó su octava Serie del Rey en su historia y su tercera consecutiva, teniendo como rival a los Sultanes de Monterrey, campeón de Zona Norte. La serie inició en territorio regiomontano con victoria 4-3 de los fantasmas grises; en el segundo juego, los melenudos consiguieron blanquear 1-0 a Sultanes para igualar la serie y regresar a Mérida. Ya en territorio yucateco, los melenudos ganaron el tercer desafío 6-1 para adelantarse en la serie; no obstante, Sultanes consigue blanquear 5-0 a las fieras en el cuarto y, posteriormente, ganar 6-3 el quinto juego en el Kukulcán para ponerse arriba en la serie 3-2. Con esto, Leones regresaba a Monterrey con desventaja en la serie final.
Pese a todo y, contra todo pronóstico, los reyes del Sur consiguieron ganar los dos últimos compromisos en el Palacio Sultán (6-2 y 6-1) para así, alzarse con su quinto campeonato en su historia, después de 4 años, viniendo de atrás nuevamente en la serie.

## Estadio

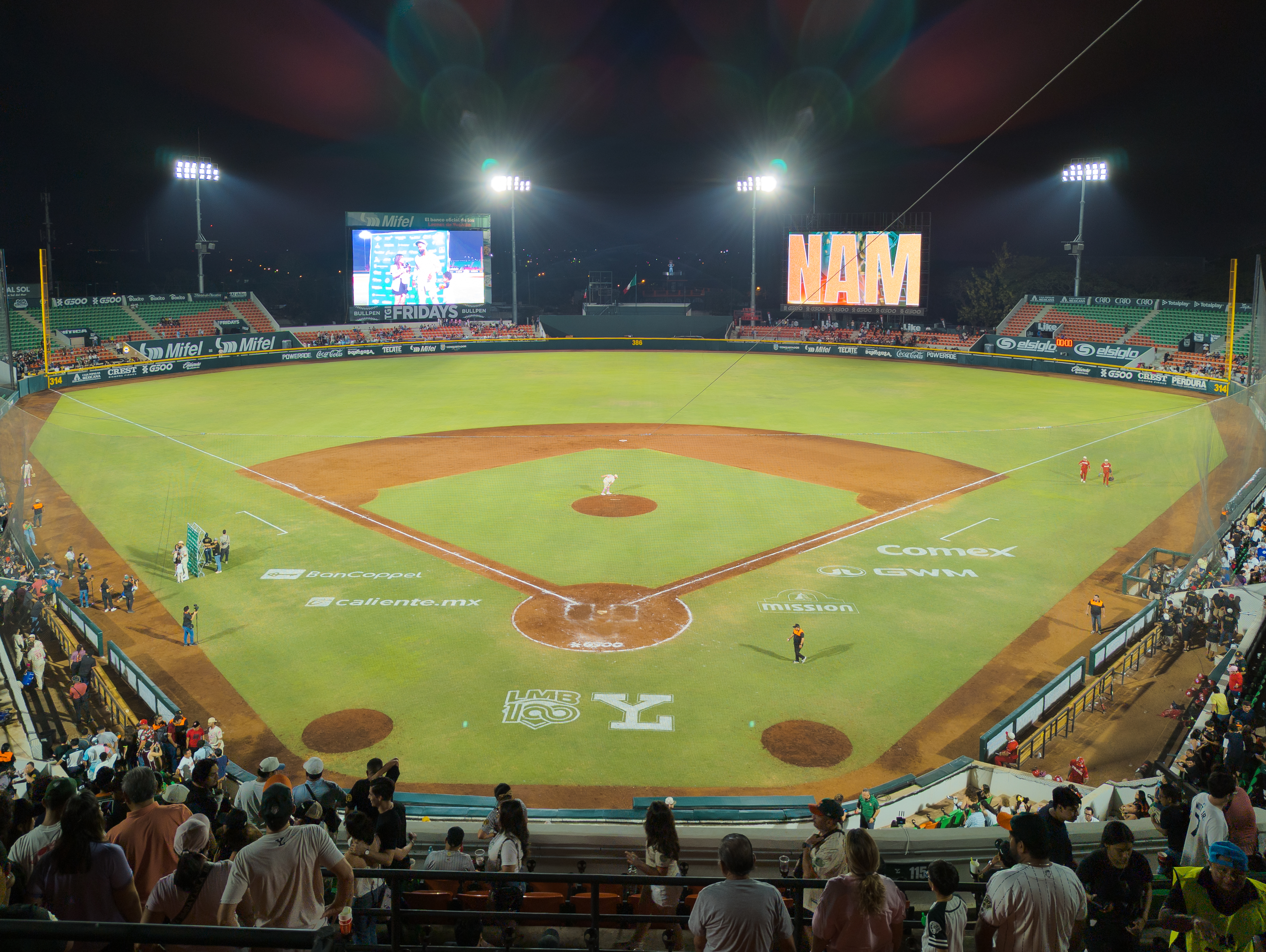
Diamante del Estadio Kukulcán.

Los Leones juegan en el Parque Kukulcán Alamo localizado en Mérida, Yucatán, México.  El primer partido disputado fue en la inauguración de la temporada 1982 ante los Piratas de Campeche. En sus inicios, fue considerado el mejor estadio de la liga. El parque cuenta con pasto natural y con capacidad para 14,917 espectadores.
Debe su nombre al dios Kukulcán de la mitología maya, cuyo nombre significa "Serpiente Emplumada", por lo que el estadio también es llamado a veces con este nombre. Álamo por convenio comercial y patrocinado del club y estadio.

## Jugadores

### Roster actual
Actualizado al 19 de septiembre de 2022.
| Leones de Yucatán Roster 2022            |    |                                    |                   |
| C U E R P O T É C N I C O                |    |                                    |                   |
| Mánager                                  | 8  | Bandera de México                  | Roberto Vizcarra  |
| Coach de Pitcheo                         | 31 | Bandera de México                  | Octavio Álvarez   |
| Coach de Bateo                           | 44 | Bandera de Venezuela               | Rómulo Martínez   |
| J U G A D O R E S                        |    |                                    |                   |
| L A N Z A D O R E S                      |    |                                    |                   |
| Batea: D / Tira: D                       | 6  | Bandera de Estados Unidos          | Josh D. Smith     |
| Batea: D / Tira: D                       | 25 | Bandera de Cuba                    |                   |
| Batea: D / Tira: D                       | 37 | Bandera de Venezuela               |                   |
| Batea: D / Tira: D                       | 38 | Bandera de Estados Unidos          | Jake Thompson     |
| Batea: Z / Tira: Z                       | 43 | Bandera de México                  | Manuel Chávez     |
| Batea: D / Tira: D                       | 53 | Bandera de México                  | David Gutiérrez   |
| Batea: D / Tira: D                       | 35 | Bandera de Cuba                    | Elián Leyva       |
| Batea: D / Tira: D                       | 64 | Bandera de Estados Unidos          | Tim Peterson      |
| Batea: D / Tira: D                       | 68 | Bandera de Venezuela               | Jorge Rondón      |
| Batea: Z / Tira: Z                       | 70 | Bandera de Cuba                    | Onelki García     |
| Batea: D / Tira: D                       | 71 | Bandera de Estados Unidos          | Christian Prado   |
| Batea: Z / Tira: Z                       | 81 | Bandera de Estados Unidos          | Hunter Cervenka   |
| Batea: D / Tira: D                       | 92 | Bandera de Estados Unidos          | Tyler Wilson      |
| Batea: D / Tira: D                       | 99 | Bandera de Estados Unidos          | Alex Tovalín      |
| R E C E P T O R E S                      |    |                                    |                   |
| Batea: Z / Tira: D                       | 27 | Bandera de México                  | Ángel Chavarín    |
| Batea: D / Tira: D                       | 50 | Bandera de México                  | Abraham López     |
| Batea: D / Tira: D                       | 52 | Bandera de México                  | Sebastián Valle   |
| J U G A D O R E S D E C U A D R O        |    |                                    |                   |
| Segunda base - Batea: A / Tira: D        | 7  | Bandera de Estados Unidos          | Marco Jaime       |
| Tercera base - Batea: D / Tira: D        | 12 | Bandera de Estados Unidos          | Josh Fuentes      |
| Primera base - Batea: Z / Tira: D        | 31 | Bandera de Cuba                    | Lázaro Alonso     |
| Parador en corto - Batea: A / Tira: D    | 39 | Bandera de la República Dominicana | Christian Adames  |
| Primera base - Batea: Z / Tira: Z        | 56 | Bandera de Estados Unidos          | Art Charles       |
| Parador en corto - Batea: A / Tira: D    | 57 | Bandera de México                  | Walter Ibarra     |
| Primera base - Batea: D / Tira: D        | 90 | Bandera de México                  | Luis Juárez       |
| Segunda base - Batea: Z / Tira: D        | 96 | Bandera de México                  | Alan López        |
| J A R D I N E R O S                      |    |                                    |                   |
| Jardinero central - Batea: A / Tira: D   | 5  | Bandera de Estados Unidos          | Johnny Davis      |
| Jardinero central - Batea: Z / Tira: D   | 9  | Bandera de México                  | Norberto Obeso    |
| Jardinero derecho - Batea: D / Tira: D   | 33 | Bandera de Cuba                    | Yadir Drake       |
| Jardinero izquierdo - Batea: D / Tira: D | 40 | Bandera de Venezuela               |                   |
| Jardinero derecho - Batea: D / Tira: D   | 87 | Bandera de México                  | José Juan Aguilar |

 =  Cuenta con nacionalidad mexicana. 

### Jugadores destacados
- Fernando Valenzuela.
- Raymundo Torres (Ray Torres)
- Luis "Rayo" Arredondo.
- Oswaldo Morejón.
- Ravelo Manzanillo.
- Nick Castañeda.
- Óscar Rivera. (Lanzó el único juego perfecto de play off en la historia de la LMB).[11]
- Fermín Vázquez.
- Mercedes Esquer.
- Ángel Moreno.
- Alfredo Mariscal.

### Números retirados
- 1 Juan José Pacho Burgos.[12][13]
- 2 Luis "Rayo" Arredondo.[14]
- 3 Mercedes Esquer Llanes.
- 4 Oswaldo Morejón.[15][16]
- 15 Juan Fernando Villaescusa Elías.
- 16 Óliver Pérez Martínez
- 17 Carlos Paz González.
- 18 Raymundo Antonio Torres Ruiz.
- 19 Ricardo Conde Hernández.
- 21 Héctor Espino González.
- 29 Leonel Aldama Rossel.
- 34 Fernando Valenzuela.[17]

### Campeones Individuales

#### Campeones Bateadores
| Año  | Nombre          | Porcentaje |
| ---- | --------------- | ---------- |
| 1971 | Teolindo Acosta | .392       |
| 1988 | Nick Castañeda  | .374       |
| 1990 | Nick Castañeda  | .388       |
| 2015 | Jesús Valdez    | .363       |

#### Campeones Productores
| Año  | Nombre           | Producidas |
| ---- | ---------------- | ---------- |
| 2017 | Ricky Álvarez(1) | 105        |

#### Campeones Jonroneros
| Año  | Nombre      | Jonrones |
| ---- | ----------- | -------- |
| 2024 | Art Charles | 33       |

#### Campeones de Bases Robadas
| Año  | Nombre           | Bases |
| ---- | ---------------- | ----- |
| 1980 | Wilbur Howard(2) | 24    |
| 1981 | Wendell Alston   | 37    |
| 1992 | Tommy Hinzo      | 80    |
| 1993 | Cornelio García  | 45    |

#### Campeones de Juegos Ganados
| Año  | Nombre           | Récord |
| ---- | ---------------- | ------ |
| 1970 | Alfredo Mariscal | 21-7   |
| 1986 | Cecilio Ruiz     | 17-12  |
| 2016 | Yoanner Negrín   | 18-1   |
| 2019 | César Valdez     | 15-2   |
| 2024 | César Valdez     | 10-6   |

#### Campeones de Efectividad
| Año  | Nombre             | Porcentaje |
| ---- | ------------------ | ---------- |
| 1954 | Humberto García    | 2.29       |
| 1970 | Alfredo Mariscal   | 1.85       |
| 1980 | Gilberto Rondón(1) | 1.44       |
| 1989 | Mercedes Esquer    | 1.98       |
| 1992 | Mercedes Esquer    | 2.24       |
| 1998 | Ángel Moreno       | 1.96       |
| 2001 | Ravelo Manzanillo  | 1.52       |
| 2019 | César Valdez       | 2.26       |

#### Campeones de Ponches
| Año  | Nombre            | Ponches |
| ---- | ----------------- | ------- |
| 1957 | Julián Ladera     | 136     |
| 1958 | Juan Piedra       | 159     |
| 2000 | Ravelo Manzanillo | 183     |
| 2001 | Ravelo Manzanillo | 202     |
| 2006 | Óscar Rivera      | 112     |

#### Campeones de Juegos Salvados
| Año  | Nombre      | Juegos |
| ---- | ----------- | ------ |
| 2006 | José Vargas | 27     |

1 Comenzó la temporada con Unión Laguna.
2 Era el líder en el momento en que se suspende la temporada en 1980.

## Dueños
A lo largo de su historia los Leones de Yucatán han tenido nueve dueños hasta el presente
- Alvaro Ponce Vidiella    1954-1958
- Manuel Barbachano Ponce  1970-1972
- Cervecería Yucateca      1973-1974
- Plinio Escalante Bolio   1979-1982
- Romeo Magaña Carrillo    1983-1986
- Cervecería Yucateca      1987-1993
- Gustavo Ricalde Duran    1994-2008
- Gustavo Ricalde Puerto   2008-2013
- Erick Arellano Hernández 2014-presente

## Designaciones

### MVP Serie del Rey
- 2022  Henderson Álvarez III.

### Pitcher del año
- 2016  Yoanner Negrín.
- 2019  César Valdez.

### Relevistas del año
- 2006  José Vargas.
- 2013  Luis Vizcaíno.

### Novatos del año
La organización ha obtenido el nombramiento de Novato del año en la LMB en tres ocasiones.
- 1979  Fernando Valenzuela.
- 1988  Andrés Cruz.
- 2015  Manuel Rodríguez.

### Mánager del año
- 2007  Lino Rivera.
- 2015  Willie Romero.
- 2016  Willie Romero.
- 2022  Roberto Vizcarra.

### Ejecutivos del año
La organización ha obtenido el nombramiento de Ejecutivo del Año en la LMB en cuatro ocasiones.
- 1982  Plinio Escalante.
- 1996  Gustavo Ricalde.
- 2006  Gustavo Ricalde.
- 2022  Juan José Arellano.